# Unión Feminista Argentina
La Unión Feminista Argentina (UFA) fue la primera organización feminista de Argentina activa entre 1970 y 1976. Fue fundada por la cineasta y escritora María Luisa Bemberg y la condesa italiana radicada en el país Gabriella Roncoroni Christeller. 

## Historia

### Origen y contexto

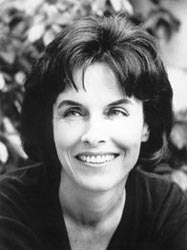
Maria Luisa Bemberg hacia 1970, co-fundadora de UFA.

La UFA marcó el inicio de una etapa del feminismo en Argentina al difundir las perspectivas de la segunda ola del feminismo. Su nombre, que conforma la sigla "UFA", fue elegido estratégicamente para expresar el hartazgo colectivo de las mujeres frente a la opresión estructural.
La UFA nació en un momento de gran agitación social en Argentina, enmarcado por las luchas obreras y los movimientos revolucionarios en América Latina, como el Cordobazo de 1969. Este contexto influyó en su orientación inicial, enfocada en cuestionar el rol subordinado de las mujeres en la familia, el trabajo, la política y el arte, y en exponer los prejuicios y estereotipos que lo respaldan.  Las integrantes se inspiraron en textos de autoras como Kate Millett, Virginia Woolf y Simone de Beauvoir, lo que las llevó a iniciar prácticas de concienciación y debates sobre la opresión de género.

### Integrantes y estructura
En sus primeros años, la UFA reunió a un núcleo de unas 20 mujeres de diversos sectores: amas de casa, estudiantes, intelectuales, obreras y militantes de izquierda, entre ellas de partidos como el PRT La Verdad, el Partido Comunista y el Frente de Izquierda Popular. Con el tiempo, el grupo creció hasta contar con unas 60 participantes, pero las tensiones ideológicas y los debates internos llevaron a rupturas significativas.
Una de estas fracturas ocurrió en 1972, tras la masacre de Trelew, cuando algunos integrantes, principalmente militantes de izquierda, decidieron retirarse al considerar que la UFA no respondía activamente a los eventos clave de la lucha de clases. Esta ruptura redujo la organización a un grupo más pequeño de feministas enfocadas en los derechos de las mujeres.
En la organización participaron también Leonor Calvera, Hilda Rais, Alicia D’Amico, Mabel Maio, Marta Míguelez, Sara Torres, Inés Hercovich y María Mellino, entre otras.

### Actividades y vínculos

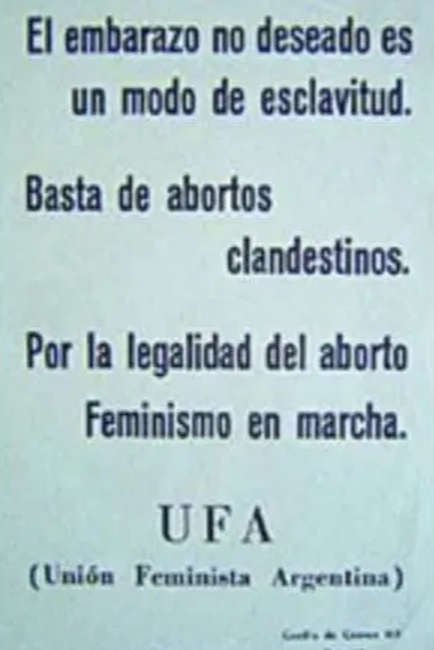
Folleto de UFA de 1973

La UFA se relacionó con otros colectivos feministas y de diversidad sexual. Compartía un espacio físico con el grupo Muchacha, vinculado al PRT La Verdad, que editaba una revista del mismo nombre para visibilizar la opresión de las mujeres desde una perspectiva de clase. También interactuó con el Movimiento de Liberación Femenina (MLF) y el Frente de Liberación Homosexual, que promovían la integración de la lucha de género y la revolución sexual en el movimiento feminista.
En 1974, la UFA participó en la organización del Año Internacional de la Mujer, aunque las diferencias políticas entre los grupos feministas y el gobierno de María Estela Martínez de Perón generaron tensiones. Esto dio lugar al Frente de Lucha para la Mujer, que exigía aborto legal y gratuito, salario para el trabajo doméstico, y la anulación de la legislación que prohibía la venta de anticonceptivos, entre otras reclamaciones.

La actividad pública que hacíamos era, por ejemplo, volantear para el Día de la Madre por calles y plazas. (...) Había algunos con unos dibujos muy graciosos que aludían a las múltiples tareas de la mujer en la casa, con los niños, los electrodomésticos. El lema era: Madre, reina o esclava, nunca una persona. En el ‘74, cuando López Rega mediante salió el decreto de prohibición de anticonceptivos, nos lanzamos no sólo a volantear, también a estar en la calle Florida hablando con la gente sobre el tema.
Hilda Rais, 2010.

### Disolución
En 1976 la UFA se disolvió debido a las amenazas y atentados sufridos a manos de grupos de ultraderecha, como la Triple A y la dictadura que tomó el poder el 24 de marzo de dicho año.